# Atletismo nos Jogos Paralímpicos de Verão de 2012 - Lançamento de dardo masculino
As competições de lançamento de dardo masculino do atletismo nos Jogos Paralímpicos de Verão de 2012 foram disputadas entre os dias 1 e 8 de setembro no Estádio Olímpico de Londres, na capital britânica. Participaram desse evento atletas divididos em 8 classes diferentes de deficiência. 

## Medalhistas

### Classe F12/13
| Ouro   | CHN Pengkai Zhu      |
| Prata  | IRN Sajad Nikparast  |
| Bronze | CRO Branimir Budetić |

### Classe F33/34
| Ouro   | IRN Mohsen Kaedi   |
| Prata  | CHN Wang Yanzhang  |
| Bronze | ALG Kamel Kardjena |

### Classe F40
| Ouro   | CHN Wang Zhiming      |
| Prata  | IRQ Ahmed Naas        |
| Bronze | IRQ Wildan Nukhailawi |

### Classe F42
| Ouro   | CHN Fu Yanlong          |
| Prata  | IRN Kamran Shokrisalari |
| Bronze | NOR Runar Steinstad     |

### Classe F44
| Ouro   | CHN Gao Mingjie     |
| Prata  | FRA Tony Falelavaki |
| Bronze | NED Ronald Hertog   |

### Classe F52/53
| Ouro   | JAM Alphanso Cunningham   |
| Prata  | IRN Abdolreza Jokar       |
| Bronze | MEX Mauro Máximo de Jesús |

### Classe F54/55/56
| Ouro   | MEX Luis Alberto Zepeda Félix |
| Prata  | RUS Alexey Kuznetsov          |
| Bronze | GRE Manolis Stefanoudakis     |

### Classe F57/58
| Ouro   | IRN Mohammad Khalvandi           |
| Prata  | BRA Claudiney Batista dos Santos |
| Bronze | EGY Raed Salem                   |

## F12/13
| Pos. | Atleta                          | Classe | 1     | 2     | 3     | 4     | 5     | 6     | Marca | Pontos | Notas                |
| ---- | ------------------------------- | ------ | ----- | ----- | ----- | ----- | ----- | ----- | ----- | ------ | -------------------- |
| 1 !  | CHN Zhu Pengkai                 | F12    | 60,73 | 64,38 | 61,03 | 59,06 | 60,19 | x     | 64,38 | 1050   | Recorde mundial      |
| 2 !  | IRI Sajad Nikparast             | F12    | 57,93 | 59,83 | 58,29 | x     | 63,15 | 60,69 | 63,15 | 1035   | Recorde pessoal      |
| 3 !  | CRO Branimir Budetić            | F12    | 56,78 | 54,11 | 53,09 | 51,72 | 56,35 | 54,31 | 56,78 | 943    |                      |
| 4    | IRI Seyed Erfan Hosseini Liravi | F13    | 53,04 | 54,93 | 52,43 | 56,95 | 55,69 | 57,94 | 57,94 | 939    | Recorde da temporada |
| 5    | TPE Chiang Chih Chung           | F12    | 56,19 | 52,77 | 45,18 | 51,24 | 50,79 | 56,51 | 56,51 | 938    | Recorde da temporada |
| 6    | SRB Miloš Grlica                | F12    | 48,79 | 54,07 | x     | 38,19 | 47,59 | 49,43 | 54,07 | 896    |                      |
| 7    | POL Mirosław Pych               | F12    | 48,77 | 51,29 | 49,91 | 52,12 | 49,22 | 50,00 | 52,12 | 860    | Recorde da temporada |
| 8    | ALG Samir Belhouchat            | F13    | 52,62 | 48,86 | 48,71 | 46,98 | x     | x     | 52,62 | 845    | Recorde da temporada |
| 9    | VEN Dorian Machado              | F13    | 51,34 | 51,15 | x     | -     | -     | -     | 51,34 | 820    | Recorde da temporada |
| 10   | CUB Jorge Delgado               | F13    | x     | x     | 51,15 | -     | -     | -     | 51,15 | 817    | Recorde da temporada |
| 11   | PLE Mohammed Fannouna           | F13    | 40,59 | 39,40 | 37,57 | -     | -     | -     | 40,59 | 578    |                      |

## F33/34
| Pos. | Atleta                                 | 1     | 2     | 3     | 4     | 5     | 6     | Marca | Notas                |
| ---- | -------------------------------------- | ----- | ----- | ----- | ----- | ----- | ----- | ----- | -------------------- |
| 1 !  | IRI Mohsen Kaedi                       | x     | 34,76 | x     | 33,15 | 38,30 | 38,08 | 38,30 | (F34)                |
| 2 !  | CHN Wang Yanzhang                      | 36,74 | 35,97 | 38,23 | 32,94 | 35,92 | 35,82 | 38,23 | Recorde pessoal      |
| 3 !  | ALG Kamel Kardjena                     | 25,36 | 24,10 | 26,40 | 22,20 | 24,57 | 24,28 | 26,40 | (F33)                |
| 4    | FRA Thierry Cibone                     | 29,68 | x     | 36,20 | 29,26 | x     | 32,01 | 36,20 | (F34)                |
| 5    | TUN Faouzi Rzig                        | 30,60 | 34,89 | 34,89 | 33,88 | 35,86 | 35,67 | 35,86 | Recorde da temporada |
| 6    | AUS Damien Bowen                       | 33,95 | 35,72 | x     | x     | 34,42 | x     | 35,72 | (F34)                |
| 7    | QAT Abdulrahman Abdulqadir Abdulrahman | 34,26 | 31,37 | 34,99 | 32,45 | 33,44 | 28,45 | 34,99 | Recorde pessoal      |
| 8    | TUN Mohamed Ali Krid                   | 32,61 | 33,34 | 33,59 | 28,25 | 29,99 | 31,18 | 33,59 | Recorde pessoal      |
| 9    | COL Mauricio Valencia                  | 33,15 | 32,88 | 33,31 | -     | -     | -     | 33,31 | (F34)                |
| 10   | MAR Azeddine Nouiri                    | 30,31 | 30,57 | 29,48 | -     | -     | -     | 30,57 | Recorde pessoal      |
| 11   | FRA Jean-Pierre Talatini               | x     | x     | 26,75 | -     | -     | -     | 26,75 | Recorde pessoal      |
| 12   | TUN Mourad Idoudi                      | 17,18 | x     | 18,32 | -     | -     | -     | 18,32 |                      |
| 13   | UAE Mohammad Almehairi                 | 23,70 | 24,07 | 23,03 | -     | -     | -     | 24,07 |                      |
| 14   | MAS Majurin Adderin                    | 16,10 | 17,41 | 9,47  | -     | -     | -     | 17,41 |                      |
| 15   | KUW Ahmad Almutairi                    | x     | x     | 17,34 | -     | -     | -     | 17,34 |                      |
| 16   | OMA Mohamed Al Nabhani                 | 17,33 | 16,94 | x     | -     | -     | -     | 17,33 | Recorde pessoal      |
| 17   | IRL Raymond O'Dwyer                    | x     | 18,58 | x     | -     | -     | -     | 18,58 |                      |

## F40
| Pos. | Atleta                              | 1     | 2     | 3     | 4     | 5     | 6     | Marca | Notas                |
| ---- | ----------------------------------- | ----- | ----- | ----- | ----- | ----- | ----- | ----- | -------------------- |
| 1 !  | CHN Wang Zhiming                    | 37,57 | 37,69 | 34,84 | 38,30 | 41,86 | 47,95 | 47,95 | Recorde mundial      |
| 2 !  | IRQ Ahmed Naas                      | 39,37 | 40,09 | 40,28 | 42,91 | 43,27 | 43,01 | 43,27 | Recorde pessoal      |
| 3 !  | IRQ Wildan Nukhailawi               | 41,47 | 38,94 | 38,00 | 35,34 | 39,38 | 42,31 | 42,31 | Recorde pessoal      |
| 4    | IRQ Kovan Abdulraheem               | 40,45 | 41,72 | 39,82 | x     | 37,88 | 40,35 | 41,72 | Recorde pessoal      |
| 5    | CHN Fan Chengcheng                  | 37,86 | 41,48 | 37,25 | 39,05 | 39,35 | 39,61 | 41,48 | Recorde pessoal      |
| 6    | CAF Clemarot Christian Nikoua-Rosel | x     | 38,60 | 40,59 | x     | 39,62 | x     | 40,59 | Recorde africano     |
| 7    | GER Mathias Mester                  | 38,42 | x     | 39,17 | 38,91 | x     | 39,67 | 39,67 |                      |
| 8    | GBR Kyron Duke                      | 38,64 | 32,30 | 33,29 | 37,63 | 33,93 | 34,50 | 38,64 | Recorde pessoal      |
| 9    | TUN Mohamed Amara                   | 35,58 | 34,75 | 30,60 | -     | -     | -     | 35,58 | Recorde da temporada |
| 10   | MAR Rachid Rachad                   | 29,22 | 20,63 | 27,67 | -     | -     | -     | 29,22 | Recorde pessoal      |

## F42
| Pos. | Atleta                   | 1     | 2     | 3     | 4     | 5     | 6     | Marca | Notas                |
| ---- | ------------------------ | ----- | ----- | ----- | ----- | ----- | ----- | ----- | -------------------- |
| 1 !  | CHN Fu Yanlong           | 46,00 | 46,65 | 45,96 | x     | 48,02 | 52,79 | 52,79 | Recorde mundial      |
| 2 !  | IRI Kamran Shokrisalari  | 43,68 | 52,06 | 44,32 | x     | 47,37 | 50,86 | 52,06 | Recorde pessoal      |
| 3 !  | NOR Runar Steinstad      | 43,53 | 45,62 | 48,10 | 48,54 | 46,75 | 48,90 | 48,90 | Recorde pessoal      |
| 4    | RSA Casper Schutte       | 40,85 | 47,88 | 45,50 | 48,12 | 46,78 | 45,66 | 48,12 | Recorde africano     |
| 5    | ISL Helgi Sveinsson      | 45,46 | 47,61 | 43,71 | 46,47 | 42,30 | 42,62 | 47,61 | Recorde pessoal      |
| 6    | CHN Wang Lezheng         | 45,02 | 45,01 | 46,00 | 41,55 | 43,77 | 44,14 | 46,00 | Recorde pessoal      |
| 7    | GBR Scott Moorhouse      | 40,06 | 40,40 | 44,78 | 42,03 | 45,30 | 41,99 | 45,30 | Recorde da temporada |
| 8    | BUL Dechko Ovcharov      | 41,49 | 43,64 | 40,68 | 43,69 | x     | x     | 43,69 |                      |
| 9    | SYR Bassam Bassam Sawsan | 43,10 | 40,86 | 41,94 | -     | -     | -     | 43,10 | Recorde pessoal      |
| 10   | CRO Mladen Tomić         | 34,18 | 36,96 | 39,07 | -     | -     | -     | 39,07 | Recorde pessoal      |
| 11   | HAI Josue Cajuste        | 29,64 | 30,68 | 31,38 | -     | -     | -     | 31,38 | Recorde da temporada |

## F44
| Pos. | Atleta                               | 1     | 2     | 3     | 4     | 5     | 6     | Marca | Notas                |
| ---- | ------------------------------------ | ----- | ----- | ----- | ----- | ----- | ----- | ----- | -------------------- |
| 1 !  | CHN Gao Mingjie                      | 56,32 | 58,36 | x     | 58,53 | x     | 55,52 | 58,53 | Recorde paralímpico  |
| 2 !  | FRA Tony Falelavaki                  | 55,47 | 54,93 | 58,21 | 54,64 | 57,82 | 54,49 | 58,21 | Recorde europeu      |
| 3 !  | NED Ronald Hertog                    | 47,99 | 55,83 | 50,83 | 51,00 | x     | 50,58 | 55,83 | Recorde da temporada |
| 4    | RUS Evgeny Gudkov                    | 50,63 | 51,25 | 53,51 | 53,78 | 47,78 | 50,66 | 53,78 | Recorde da temporada |
| 5    | CHN Gao Changlong                    | 49,46 | 50,62 | x     | x     | x     | 48,68 | 50,62 | Recorde da temporada |
| 6    | IND Narender Ranbir                  | 45,95 | 49,50 | 47,70 | x     | 46,33 | 44,42 | 49,50 | PB                   |
| 7    | CAN Alister McQueen                  | 40,84 | 48,51 | 46,43 | 48,57 | x     | 49,32 | 49,32 | PB                   |
| 8    | USA Jeff Skiba                       | 46,34 | 45,23 | 45,52 | x     | 47,50 | 49,09 | 49,09 |                      |
| 9    | CPV Marcio Miguel da Costa Fernandes | 46,04 | x     | 23,67 | -     | -     | -     | 46,04 | Recorde africano     |
| 10   | TGA Aloalo Ki Eneio Liku             | x     | 34,61 | 31,07 | -     | -     | -     | 34,61 | Recorde da temporada |

## F52/53
| Pos. | Atleta                    | Classe | 1     | 2     | 3     | 4     | 5     | 6     | Marca | Pontos | Notas                |
| ---- | ------------------------- | ------ | ----- | ----- | ----- | ----- | ----- | ----- | ----- | ------ | -------------------- |
| 1 !  | JAM Alphanso Cunningham   | F53    | x     | x     | 19,57 | 18,50 | 21,84 | x     | 21,84 | 985    | Recorde da América   |
| 2 !  | IRI Abdolreza Jokar       | F53    | x     | 20,01 | 19,87 | 20,72 | 20,55 | x     | 20,72 | 920    |                      |
| 3 !  | MEX Mauro Máximo de Jesús | F53    | 19,82 | 20,14 | x     | 19,16 | x     | x     | 20,14 | 883    |                      |
| 4    | SLO Henrik Plank          | F52    | 13,40 | 13,77 | 14,08 | 15,17 | 14,16 | 15,37 | 15,37 | 757    | Recorde da temporada |
| 5    | GRE Georgios Karaminas    | F52    | x     | 15,37 | x     | 15,09 | 15,09 | x     | 15,37 | 757    | Recorde da temporada |
| 6    | NZL Peter Martin          | F52    | x     | 14,44 | 15,02 | x     | 14,81 | 15,26 | 15,26 | 747    |                      |
| 7    | CZE Ales Kisy             | F53    | 16,27 | 17,12 | 16,89 | 17,43 | 17,33 | 16,84 | 17,43 | 690    | Recorde da temporada |
| 8    | USA Scot Severn           | F53    | 16,69 | 16,99 | x     | 16,23 | x     | 17,20 | 17,20 | 672    |                      |
| 9    | GRE Gerasimos Vryonis     | F53    | 14,50 | 15,50 | 14,99 | -     | -     | -     | 15,50 | 537    |                      |

## F54/55/56
| Pos. | Atleta                        | 1     | 2     | 3     | 4     | 5     | 6     | Marca | Notas                |
| ---- | ----------------------------- | ----- | ----- | ----- | ----- | ----- | ----- | ----- | -------------------- |
| 1 !  | MEX Luis Alberto Zepeda Félix | 25,00 | 27,15 | 27,17 | 27,00 | 27,08 | 28,07 | 28,07 | Recorde da América   |
| 2 !  | RUS Alexey Kuznetsov          | 27,12 | 27,05 | 26,27 | 26,34 | 27,87 | 27,54 | 27,87 |                      |
| 3 !  | GRE Manolis Stefanoudakis     | 26,84 | 27,24 | 27,37 | 26,51 | 26,88 | 26,82 | 27,37 | Recorde da temporada |
| 4    | MAS Faridul Bin Masri         | 32,20 | 34,74 | 36,13 | 36,02 | 34,13 | 36,78 | 36,78 | Recorde asiático     |
| 5    | SRB Draženko Mitrović         | 22,09 | 22,88 | 22,99 | x     | 24,34 | 23,75 | 24,34 |                      |
| 6    | EGY Ibrahim Ibrahim           | 31,57 | 32,71 | 34,31 | x     | x     | 33,87 | 34,31 | Recorde africano     |
| 7    | POL Karol Kozun               | 27,21 | 25,79 | 26,59 | 26,25 | 27,62 | 27,35 | 27,62 | Recorde da temporada |
| 8    | BRU Shari Haji Juma'At        | 24,57 | 26,17 | 25,72 | 23,01 | 22,80 | 24,93 | 26,17 |                      |
| 9    | BUL Mustafa Yuseinov          | x     | 24,07 | 25,85 | -     | -     | -     | 25,85 | Recorde da temporada |
| 10   | CUB Leonardo Díaz             | 26,89 | 28,29 | 29,92 | -     | -     | -     | 29,92 | Recorde da temporada |
| 11   | PLE Khamis Zaqout             | 22,39 | 19,67 | 19,79 | -     | -     | -     | 22,39 |                      |
| 12   | FIN Aleksi Kirjonen           | 26,36 | x     | x     | -     | -     | -     | 26,36 |                      |
| 13   | HUN Zsolt Kanyo               | 24,17 | 26,28 | 24,21 | -     | -     | -     | 26,28 |                      |
| 14   | DEN Jacob Dahl                | 17,73 | 16,91 | 17,70 | -     | -     | -     | 17,73 |                      |
| -    | BUL Ruzhdi Ruzhdi             | x     | x     | x     | -     | -     | -     | NM    |                      |

## F57/58
| Pos. | Atleta                            | Classe | 1     | 2     | 3     | 4     | 5     | 6     | Marca | Pontos | Notas                |
| ---- | --------------------------------- | ------ | ----- | ----- | ----- | ----- | ----- | ----- | ----- | ------ | -------------------- |
| 1 !  | IRI Mohammad Khalvandi            | F58    | 50,98 | 50,96 | 50,33 | 48,96 | 47,43 | 40,48 | 50,98 | 1044   | Recorde mundial      |
| 2 !  | BRA Claudiney Batista dos Santos  | F57    | 37,95 | 42,90 | 45,38 | 44,03 | 42,14 | 44,35 | 45,38 | 1024   | Recorde mundial      |
| 3 !  | EGY Raed Salem                    | F58    | 46,55 | 46,28 | 47,90 | x     | 47,22 | 45,92 | 47,90 | 991    | Recorde pessoal      |
| 4    | VIE Ngoc Hung Cao                 | F58    | 41,90 | 45,85 | 42,34 | 46,22 | 46,51 | 46,01 | 46,51 | 964    | Recorde pessoal      |
| 5    | THA Sakchai Yimbanchang           | F58    | 45,46 | 44,62 | 45,46 | x     | 46,15 | 43,77 | 46,15 | 957    | Recorde pessoal      |
| 6    | CHN Xu Chongyao                   | F58    | x     | 40,25 | 44,17 | x     | 44,87 | 45,48 | 45,48 | 943    | Recorde pessoal      |
| 7    | SYR Mohamad Mohamad               | F57    | 39,77 | 38,41 | 35,27 | 38,71 | x     | 40,54 | 40,54 | 920    |                      |
| 8    | COL Fernando Mina Cortes          | F58    | 44,27 | 43,74 | 41,09 | 39,38 | 42,11 | 36,64 | 44,27 | 917    | Recorde pessoal      |
| 9    | MEX Fernando del Rosario González | F58    | 42,40 | 42,97 | 41,56 | -     | -     | -     | 42,97 | 886    | Recorde da temporada |
| 10   | GBR Nathan Stephens               | F57    | x     | 37,09 | 33,10 | -     | -     | -     | 37,09 | 828    |                      |
| 11   | CZE Rostislav Pohlmann            | F57    | 35,48 | 36,53 | 35,84 | -     | -     | -     | 36,53 | 811    |                      |
| 12   | SEN Mor Ndiaye                    | F58    | x     | 38,11 | 37,66 | -     | -     | -     | 38,11 | 757    | Recorde da temporada |
| 13   | GRE Angim Dimitrios Ntomgkioni    | F57    | 32,97 | x     | 32,13 | -     | -     | -     | 32,97 | 698    |                      |
| 14   | MYA Naing Win                     | F57    | x     | 29,91 | 28,77 | -     | -     | -     | 29,91 | 589    |                      |
| 15   | GRE Anastasios Tsiou              | F57    | 27,85 | x     | x     | -     | -     | -     | 27,85 | 513    |                      |
| 16   | COD Levy Kitambala Kizito         | F58    | 18,21 | x     | 18,37 | -     | -     | -     | 18,37 | 138    | Recorde pessoal      |
| -    | MGL Munkh-Erdene Chuluundorj      | F58    | x     | x     | x     | -     | -     | -     | NM    | 0      |                      |
| -    | GAB Thierry Mabicka               | F57    | -     | -     | -     | -     | -     | -     | DNS   | 0      |                      |

Legenda
| Recorde mundial      | Recorde mundial (World record)               |                       | Recorde africano                      | Recorde africano (African) |                                           | Q | Classificado por posição (Qualified) |
| Recorde paralímpico  | Recorde paralímpico (Paralympic record)      | Recorde da América    | Recorde da América (Americas)         | q                          | Classificado por melhor tempo (Qualified) |   |                                      |
| Melhor marca do ano  | Melhor marca do ano (World leading)          | Recorde asiático      | Recorde asiático (Asian)              | DNS                        | Não largou (Did not start)                |   |                                      |
| Recorde nacional     | Recorde nacional (National record)           | Recorde europeu       | Recorde europeu (European)            | DNF                        | Não terminou (Did not finish)             |   |                                      |
| Recorde pessoal      | Recorde pessoal do atleta (Personal best)    | Recorde da Oceania    | Recorde da Oceania (Oceania)          | DSQ / DQ                   | Desclassificado (Disqualified)            |   |                                      |
| Recorde da temporada | Recorde da temporada do atleta (Season best) | Recorde sul-americano | Recorde sul-americano (South America) | NM                         | Sem marca (No mark)                       |   |                                      |